# ذا تشيميكال براذرز
ذا جيميكال براذرس (بالإنجليزية: The Chemical Brothers)‏ أي بمعنى الإخوة الكيميائيين وهي فرقة موسيقى إلكترونية بريطانية متكونة من توم راولاندس وإيد سيمونس وتعود أصولهم إلى مدينة مانشستر في المملكة المتحدة وتشكلت سنة 1991 من أعمالهم the prodigy و fatboy slim و the crystal method و big beat و Midmight madness فازوا بجائزة غرامي في سنة 2000 للموسيقى الإلكترونية و الدي جي.

## روابط خارجية
- ذا تشيميكال براذرز على موقع IMDb (الإنجليزية)
- ذا تشيميكال براذرز على موقع الموسوعة البريطانية (الإنجليزية)
- ذا تشيميكال براذرز على موقع ميوزك برينز (الإنجليزية)
- ذا تشيميكال براذرز على موقع ميوزك برينز (الإنجليزية)
- ذا تشيميكال براذرز على موقع رولينغ ستون (الإنجليزية)
- ذا تشيميكال براذرز على موقع أول ميوزيك (الإنجليزية)
- ذا تشيميكال براذرز على موقع أول ميوزيك (الإنجليزية)
- ذا تشيميكال براذرز على موقع ديسكوغز (الإنجليزية)
- ذا تشيميكال براذرز على موقع ديسكوغز (الإنجليزية)